# Theo d'Or

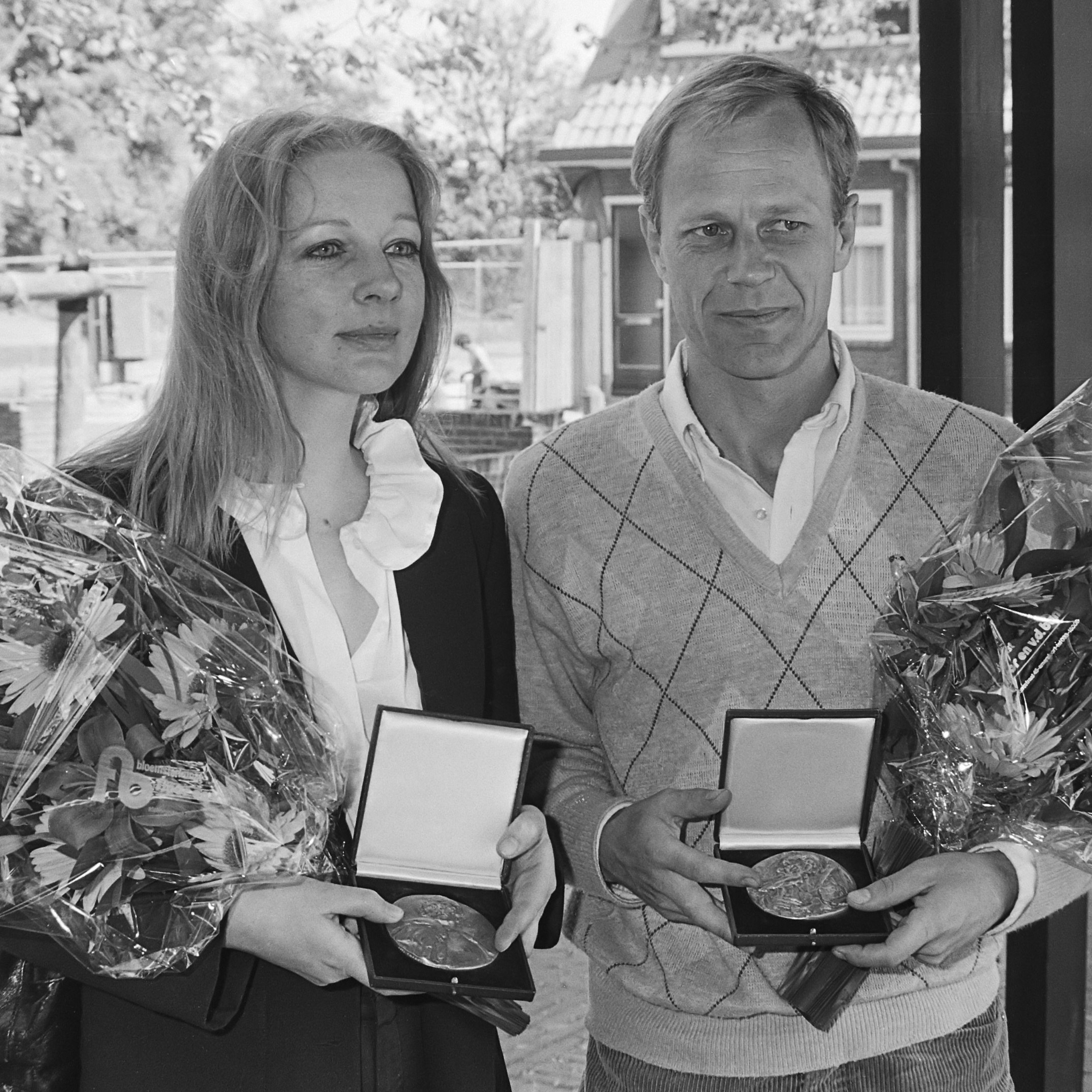
Theo d'Or 1982: Marjon Brandsma

Le Theo d'Or est une distinction néerlandaise, décernée chaque année à l'actrice dont le rôle principal est le plus émouvant de la saison théâtrale. Elle est décernée par la Vereniging van Schouwburg- en Concertgebouwdirecties (VSCD), la principale organisation de commerce pour les théâtres aux Pays-Bas. La distinction est une médaille d'or, conçue par Eric Claus. Elle a été nommée d'après l'actrice néerlandaise Theo Mann-Bouwmeester. L'homologue masculin de la distinction est le Louis d'Or, nommé d'après le frère de Theo, Louis Bouwmeester.
Le Theo d'Or est décerné chaque année, de concert avec les autres récompenses VSCD, à l'occasion du Gala du Théâtre néerlandais dans le Stadsschouwburg à Amsterdam.
À partir de 2024, les Theo d'Or seront attribués de manière non genrée. Par conséquent, les Louis d'Or ne seront plus décernés.

## Lauréates
- 1955: Ank van der Moer
- 1956: Ida Wasserman
- 1957: Myra Ward
- 1958: Elisabeth Andersen
- 1959: Ida Wasserman
- 1960: pas décerné
- 1961: Ellen Vogel
- 1962: Anny de Lange
- 1963: pas décerné
- 1964: Ank van der Moer
- 1965: Annet Nieuwenhuijzen
- 1966: Elisabeth Andersen
- 1967: Anny de Lange
- 1968: Andrea Domburg
- 1969: Trins Snijders
- 1970: Christine Ewert
- 1971: Lies Franken
- 1972: Loudi Nijhoff (refusé)
- 1973: Petra Laseur
- 1974: Sacha Bulthuis
- 1975: Christine Ewert
- 1975: Annet Nieuwenhuijzen
- 1976: Anne Wil Blankers
- 1978: Mary Dresselhuys
- 1979: Caro van Eyck
- 1980: Josée Ruiter
- 1981: Petra Laseur
- 1982: Marjon Brandsma
- 1983: pas décerné
- 1984: Elisabeth Andersen
- 1985: Anne Wil Blankers
- 1986: Henny Orri
- 1987: Viviane De Muynck
- 1988: Sigrid Koetse
- 1989: Andrea Domburg
- 1990: Katelijne Damen
- 1991: Catherine ten Bruggencate
- 1992: Els Dottermans
- 1993: Sacha Bulthuis
- 1994: Anneke Blok
- 1995: Ilse Uitterlinden
- 1996: Sylvia Poorta
- 1997: Trudy de Jong
- 1998: Marlies Heuer
- 1999: Marieke Heebink
- 2000: Marie Louise Stheins
- 2001: Ria Eimers
- 2002: Betty Schuurman
- 2003: Ariane Schluter
- 2004: Ariane Schluter
- 2005: Bien de Moor
- 2006: Elsie de Brauw
- 2007: Will van Kralingen
- 2008: Chris Nietvelt
- 2009: Lineke Rijxman
- 2010: Maria Kraakman
- 2011: Elsie de Brauw
- 2012: Marlies Heuer
- 2013: Halina Reijn
- 2014: Abke Haring
- 2015: Marieke Heebink
- 2016: Wine Dierickx
- 2017: Romana Vrede
- 2018: Karina Holla
- 2019: Hannah Hoekstra
- 2020: pas décerné en raison de la pandémie de Covid-19 aux Pays-Bas
- 2021: Naomi Velissariou
- 2022: Hadewych Minis
- 2023: Mariana Aparicio Torres

## Lauréates à plusieurs reprises
| # | Actrice              | Actrice          |
| - | -------------------- | ---------------- |
| 3 | Elisabeth Andersen   | 1958, 1966, 1984 |
| 2 | Ida Wasserman        | 1956, 1959       |
| 2 | Ank van der Moer     | 1955, 1964       |
| 2 | Anny de Lange        | 1962, 1967       |
| 2 | Annet Nieuwenhuijzen | 1965, 1975       |
| 2 | Petra Laseur         | 1973, 1981       |
| 2 | Anne Wil Blankers    | 1976, 1985       |
| 2 | Andrea Domburg       | 1968, 1989       |
| 2 | Sacha Bulthuis       | 1974, 1993       |
| 2 | Ariane Schluter      | 2003 - 2004      |
| 2 | Elsie de Brauw       | 2006, 2011       |
| 2 | Marlies Heuer        | 1998, 2012       |
| 2 | Marieke Heebink      | 1999, 2015       |